# 방대두
방대두(方大斗, 1954년 10월 14일~)는 대한민국의 은퇴한 레슬링 선수로 1984년 하계 올림픽에서 그레코로만형 -52kg급 동메달을 획득하였다.